# Монарх-довгохвіст сан-томейський
Монарх-довгохвіст сан-томейський (Terpsiphone atrochalybeia) — вид горобцеподібних птахів родини монархових (Monarchidae). Ендемік Сан-Томе і Принсіпі.

## Поширення і екологія
Сан-томейські монархи-довгохвости мешкають на острові Сан-Томе та на сусідньому острівці Ролаш. Вони живуть у вологих у сухих тропічних лісах, на узліссях і галявинах, в чагарникових заростях, на плантаціях і в садах. Живляться комахами, яких ловлять в польоті.